# Liste des districts dans le borough londonien de Hammersmith et Fulham
Ceci est une liste des districts du Borough londonien de Hammersmith et Fulham.

Les zones du code postal de Hammersmith et Fulham sont NW, SW, W.

Hammersmith et Fulham dans le Grand Londres

## Districts
| District        | Ville postale | Zone postal/District | Coordonnées                 | OS grid ref  |
| --------------- | ------------- | -------------------- | --------------------------- | ------------ |
| Fulham          | LONDRES       | SW6, W14, W6         | 51° 28′ 58″ N, 0° 11′ 42″ O | TQ245765     |
| Hammersmith     | LONDRES       | W6, W14              | 51° 29′ 34″ N, 0° 13′ 22″ O | TQ233786     |
| Old Oak Common  | LONDRES       | NW10                 | 51° 31′ 28″ N, 0° 14′ 32″ O | TQ216823     |
| Parsons Green   | LONDRES       | SW6                  | 51° 28′ 26″ N, 0° 11′ 57″ O | TQ251765     |
| Sands End       | LONDRES       | SW6                  | 51° 28′ 23″ N, 0° 10′ 48″ O | TQ265765     |
| Shepherd's Bush | LONDRES       | W12                  | 51° 30′ 15″ N, 0° 13′ 51″ O | TQ235798     |
| Walham Green    | LONDRES       | SW6                  | 51° 28′ 48″ N, 0° 11′ 42″ O | TQ2532877270 |
| West Kensington | LONDRES       | W14                  | 51° 29′ 27″ N, 0° 12′ 23″ O | TQ246783     |
| White City      | LONDRES       | W12, W10, NW10       | 51° 30′ 45″ N, 0° 13′ 39″ O | TQ233807     |

## Référence
- (en) Cet article est partiellement ou en totalité issu de l’article de Wikipédia en anglais intitulé « List of districts in the London Borough of Hammersmith and Fulham » (voir la liste des auteurs).